# Yang Kyoungjong

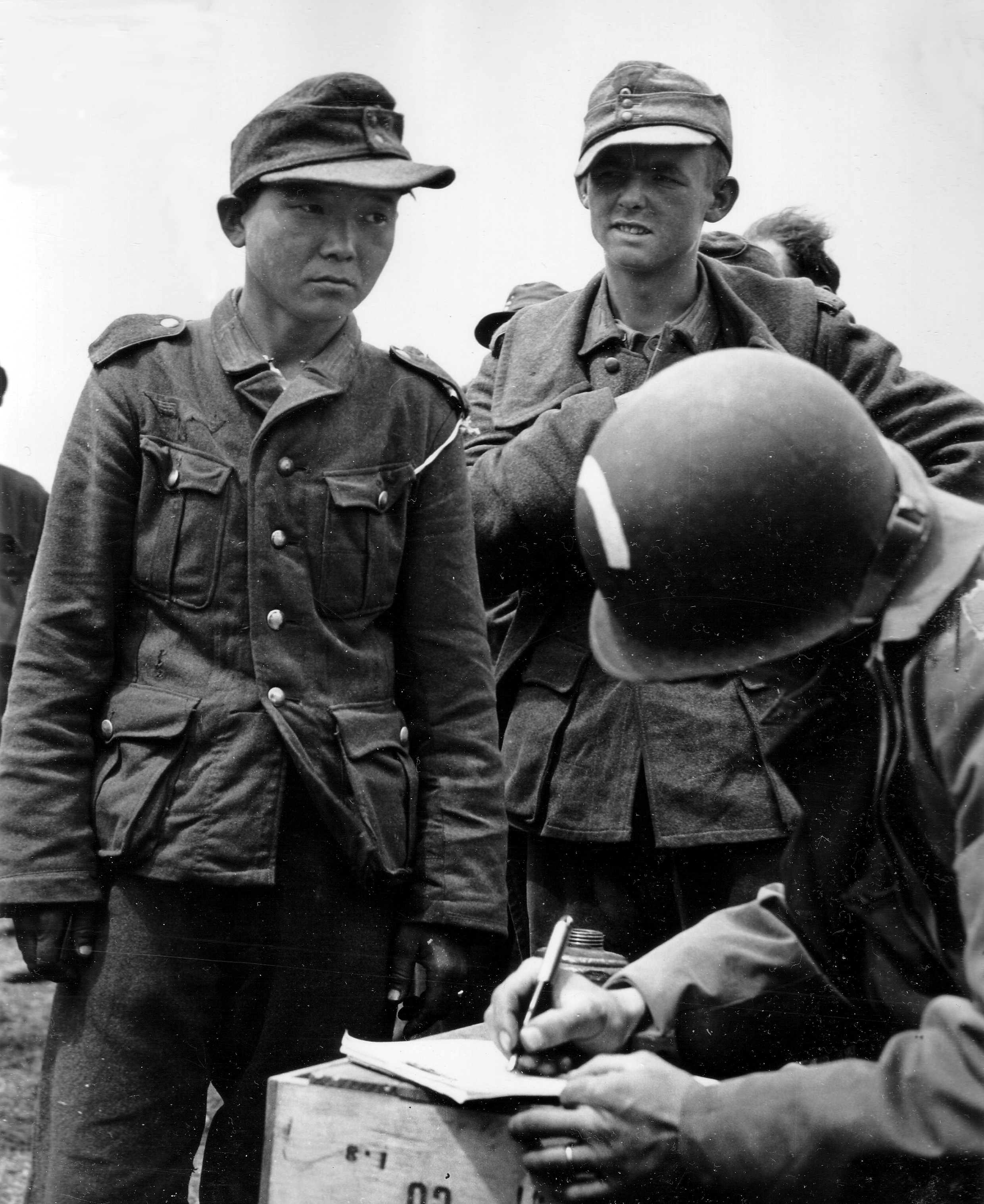
Yang Kyoungjong brany do niewoli amerykańskiej (1944)

Yang Kyoungjong (ur. 1920, zm. 7 kwietnia 1992 w Illinois) – Koreańczyk, który w czasie II wojny światowej służył w Armii Kwantuńskiej, Armii Czerwonej i w Wehrmachcie.
Od 1938 roku osiemnastoletni Yang Kyoungjong służył w Armii Kwantuńskiej w Mandżurii. Rok później dostał się do radzieckiej niewoli w bitwie nad Chałchin-Goł i został wysłany do obozu pracy. W 1942 roku został wcielony razem z innymi więźniami do obrony frontu wschodniego. Następnie w 1943 w bitwie o Charków został wzięty do niewoli przez Niemców. Rok później wcielono go do Ostbatallion i wysłano do wzmocnienia Wału Atlantyckiego w okolicach plaży Utah, u podstawy półwyspu Cotentin. W czerwcu 1944 roku dostał się do niewoli, został wysłany do obozu jenieckiego w Anglii, skąd wyjechał do Stanów Zjednoczonych.